# Abecia
Abecia (en euskera y oficialmente Abezia) es un concejo del municipio de Urcabustaiz, en la provincia de Álava, País Vasco (España).

## Historia
El concejo ha sido históricamente lugar del señorío, valle y hermandad de Urcabustaiz. Eclesiásticamente, la localidad se encuadra en el arciprestazgo de Cigoitia de la diócesis de Vitoria, dependiente ésta de la Archidiócesis de Burgos, si bien anteriormente perteneció a la vicaría de Orduña, que formaba parte de la diócesis de Calahorra.
A mediados del siglo XIX, el lugar contaba con una población censada de 61 habitantes. La localidad aparece descrita en el primer volumen del Diccionario geográfico-estadístico-histórico de España y sus posesiones de Ultramar de Pascual Madoz de la siguiente manera:

ABECIA: l. en la prov. de Alava (4 leg. á Vitoria), de la vicaría de Orduña (2) y ayunt. de Urcabustaiz, (1/4), con alc. p.: sit. en una hondonada ceñida por O. y S. con montañas de la sierra de Guibijo, su clima es sano. 14 casas dispersas y la igl. parr. (S. Martin) que se halla servida por dos beneficiados forman este lugar que ofrece al viagero vistas agradables. El térm. en 1/2 leg. de circunferencia confina al N. con Yzarra y Arbonicano, por E. con Anda, al S. Andagoya, y por O. la indicada sierra de la cual se desprenden algunas aguas que unidas á los derrames de las varias y buenas fuentes de que se abastece la poblacion, dan impulso á un molino harinero, despues de fertilizar en parte el terreno, escaso y de mediana calidad: prod. trigo, maiz, cebada, avena y algunas legumbres y hortalizas: cria ganado vacuno caballar y mular: pobl.: 12 vec. y 61 alm.
(Madoz, 1845, p. 43)

Décadas después, ya en el siglo XX, se describe de la siguiente manera en el tomo de la Geografía general del País Vasco-Navarro dedicado a Álava y escrito por Vicente Vera y López:

Abecia.—Dista de la cabecera del municipio 1,500 metros. Limita, al N., con Izarra de Cuartango; al S., con Andagoya; al E., con Anda, y al O., con la sierra de Guibijo. Tiene 20 viviendas; la población es de 112 personas de hecho y 117 de derecho. Su parroquia es de categoría rural de segunda clase, dedicada á San Martín y perteneciente al arciprestazgo de Ayala. La escuela pública es de categoría incompleta y su población escolar se calcula en 21 niños y niñas. Corresponde al vecindario el aprovechamiento del monte comunal Dehesa y Chovita, de 480 hectáreas, plantado de hayas.
(Vera y López, 1915-1921, p. 606)

## Demografía
| Gráfica de evolución demográfica de Abecia entre 2000 y 2017 |
|                                                              |
| Población de derecho según los censos de población del INE.  |

## Monumentos

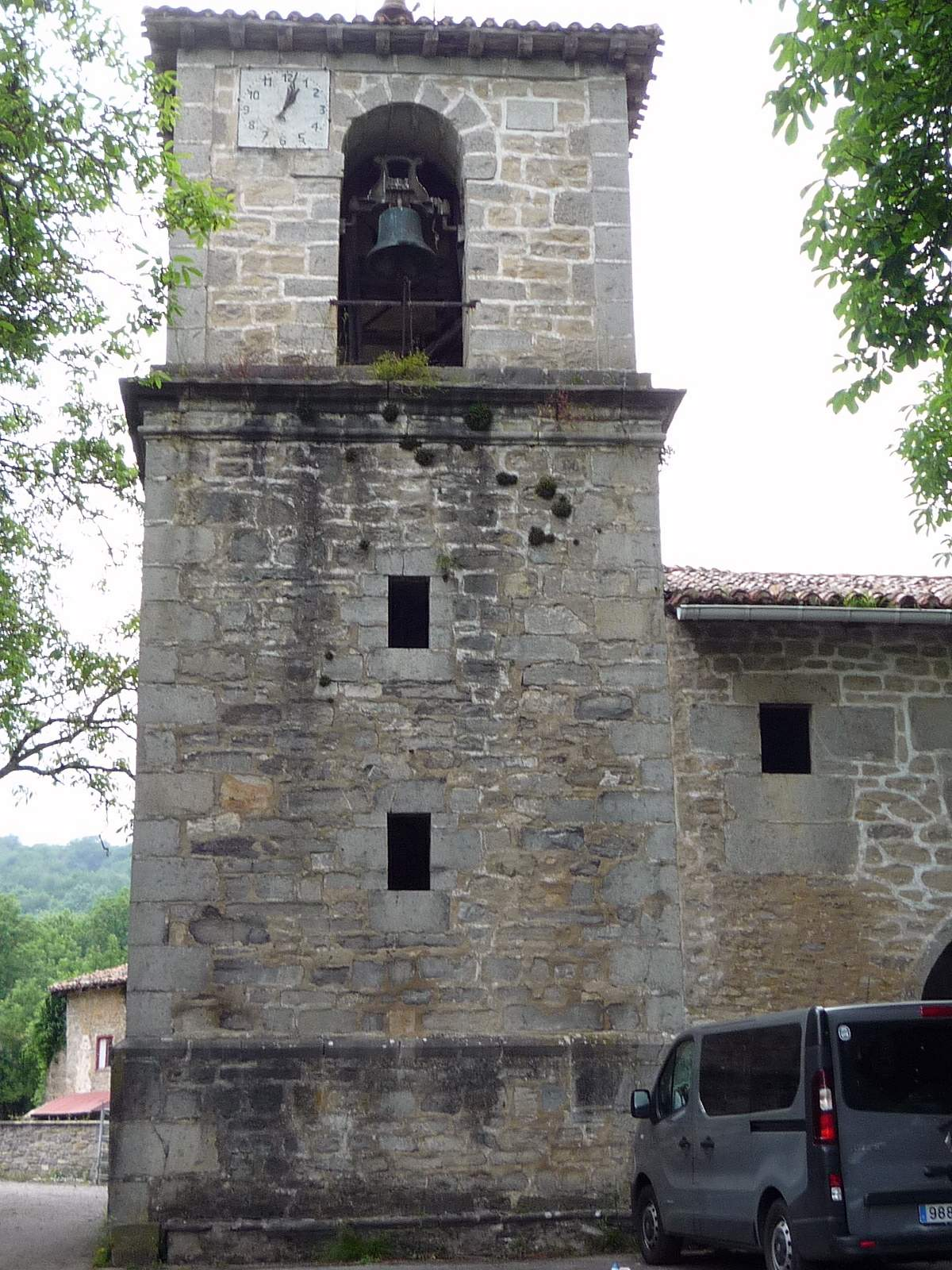
Iglesia de San Martín

- Iglesia de San Martín. Posee un retablo mayor neoclásico, con bóvedas románicas y pórtico de dos arcos, así como ventanas románicas en el ábside. Portada con arco de medio punto. Fábrica del siglo XIII. Retablo mayor neoclásico del XVII.[6]
- Ermita de San Bartolomé. Es una nueva construcción que se edificó en 1858, al trasladar la existente junto al monte.[7] Posee un retablo mayor neoclásico.[6]

## Monumentos desaparecidos
- Monasterio de San Millán y Santiago. Estuvo en las inmediaciones de las casas del pueblo, parece ser el antecesor de su parroquia de San Martín y que debió ocupar un sitio muy próximo a ella o su propio solar, donde podrían estar embebidos sus cimientos.[6]
- Ermita de San Cristóbal. Se ubica en el alto del mismo título, partiendo términos jurisdiccionales con el concejo de Izarra, al este de San Martín y a 680 m de distancia. Desapareció entre 1740 y 1763, aunque todavía quedan sus huellas en el lugar de asentamiento.[6][8]
- Ermita de San Julián. Era la más alejada de la parroquia, puesto que quedaba al suroeste de San Martín y la considerable distancia de 1600 m. Quedó fuera de culto hacia 1752, si bien todavía puede verse las cimentaciones de dos pequeños edificios yuxtapuestos en el lugar que ocupó.[6][8]
- Ermita de San Pedro. Se hallaba en la denominada Ran de San Pedro, detrás de las casas del pueblo, al este de la actual ermita de San Bartolomé y a 300 m de distancia de San Martín. En 1791 ya había sido clausurada.[8]
- Ermita de San Juan. Según el topónimo fue una ermita desaparecida, situada al sur del cruce de la carretera Izarra-Abornikano, al otro lado del río. [9]

## Elementos menores[10]
- Abrevadero
- Bolera
- Molino eléctrico
- Molino viejo
- Puente de Abezia
- Puente del molino viejo
- Puente de Beleo
- Fuente de Abezia

## Fiestas
- 24 de agosto (San Bartolomé)